# Theodore Sophie Mehlis
Theodore Sophie Mehlis (* 9. Oktober 1881 in Elze; † nach 1952) war eine deutsche Lehrerin und Politikerin (DNVP, später DKP-DRP und DRP).

## Leben
Mehlis arbeitete als Lehrerin in Ahrensburg. Während der Zeit der Weimarer Republik trat sie in die Deutschnationale Volkspartei (DNVP) ein, für die sie im Dezember 1924 als Abgeordnete in den Preußischen Landtag gewählt wurde. Nach Ablauf der Legislaturperiode schied sie zunächst aus dem Landtag aus, dem sie von Oktober 1928 bis 1932 erneut als Nachrückerin für den verstorbenen Abgeordneten Werner von Mirbach angehörte. Im Parlament vertrat sie den Wahlkreis 1 (Ostpreußen).
Nach dem Zweiten Weltkrieg kam Mehlis in das Holsteinische Ahrensburg und betätigte sich Mehlis erneut politisch. Sie war zunächst Mitglied der Deutschen Konservativen Partei (DKP) in Schleswig-Holstein, aus der 1946 durch den Zusammenschluss mit der Deutschen-Aufbau Partei (DAP) die Deutsche Konservative Partei – Deutsche Rechtspartei (DKP-DRP) hervorging. Durch den Zusammenschluss der DKP-DRP mit der Nationaldemokratischen Partei wurde sie 1950 Mitglied der DRP. Ihre Kandidaturen bei den Bundestagswahlen 1949 und 1953 verliefen jedoch erfolglos, sie errang kein Mandat für den Bundestag.